# Клешнино (Ярославская область)
Клешнино — упраздненная в 2019 году деревня в Большесельском районе Ярославской области России.
В рамках организации местного самоуправления входила в Большесельское сельское поселение, в рамках административно-территориального устройства — в Большесельский сельский округ.

## География
Деревня была расположена в центральной части области, в зоне хвойно-широколиственных лесов, на правом берегу реки Сдериха (левого притока Юхоти), в 3 км к югу от административного центра района Большое Село.
На берегах Сдерихи в целом в лесном и малозаселённом краю находится компактная группа деревень. Выше Клешнино по течению, в 1 км к югу стоит деревня Бабуково, а с севера вниз по течению к Клешнино практически примыкает деревня Серковская, отделёная от Клешнино небольшим ручейком, впадающим справа в Сдериху. На противоположном берегу реки чуть выше по течению напротив Клешнино стоит деревня Бахматово. Все названные деревни стоят на одном небольшом полем, окружённом лесами.

### Климат
Климат характеризуется как умеренно континентальный, с коротким, относительно тёплым летом и продолжительной многоснежной умеренно холодной зимой. Среднегодовая температура воздуха +3…+5 °C. Средняя температура воздуха самого холодного месяца (января) −12…−10,5 °C; самого тёплого месяца (июля) +17,5…+18,5 °C. Вегетационный период длится около 123 дней. Годовое количество атмосферных осадков составляет 500—600 мм, из которых большая часть выпадает в тёплый период. Снежный покров держится в среднем 150 дней.

## История
Деревня упразднена в 2019 году.

## Население
| 2007 | 2010 |
| ---- | ---- |
| 0    | →0   |

По данным статистического сборника «Сельские населенные пункты Ярославской области на 1 января 2007 года», в деревне Клешнино не числится постоянных жителей.